# Библиотека Латвийского университета
Библиотека Латвийского университета (латыш. Latvijas Universitātes bibliotēka) — научная библиотека Латвийского университета. Самая большая библиотека латвийских университетов национального значения. Библиотека является основным информационным ресурсным центром Латвийского университета для обучения и исследовательской работы, который предлагает качественные, разнообразные и современные услуги; печатные и электронные информационные ресурсы различных филиалов, а также единое обслуживание в 8-ми филиальных библиотеках.
С октября 2017 года директором библиотеки Латвийского университета является Марите Савича.

## История
В 1862 году был основан Рижский политехнический институт и началось развитие библиотеки. В 1872 году был издан первый печатный каталог библиотеки, а в 1881 году — его дополненное издание. В 1896 году, после преобразования Рижского политехнического института в Политехнический институт, в пользование перешла и библиотека техникума. В 1911 году фонд библиотеки насчитывал 57 953 единицы. Во время Первой мировой войны Политехнический институт и библиотека были эвакуированы в Россию, но только небольшое количество книг было возвращено.
В 1919 году Библиотека Латвийского университета была практически полностью перестроена. Совет университета решил организовать независимую библиотеку для каждого факультета. Позже была создана Центральная библиотека, основной задачей которой было исключение дублирования при заказе зарубежных периодических изданий и составление единого каталога всех библиотек факультета. Заведующим центральной библиотекой был профессор Лейниекс.
До 1957 года Центральная библиотека располагалась на бульваре Райниса, 19, но затем переехала на бульвар Калпака, 4. С 1924 по 1940 год в библиотеку бесплатно поступали экземпляры всех книг и статей, напечатанных в Латвии. В 1939/40 учебном году запасник составлял 340 000 единиц хранения.
Во время Второй мировой войны фонды библиотеки пострадали. Большие потери библиотека понесла из-за послевоенной книжной цензуры и передачи литературы новым вузам. В 1950-х годах техническая и медицинская литература из фондов библиотеки была передана библиотекам недавно созданных Рижского политехнического института и Рижского медицинского института
В период Латвийской ССР при пополнении фонда библиотеки особое внимание уделялось приобретению большого количества учебной литературы (особенно по общественным наукам), и большая часть новых поступлений была на русском языке.
В 1990-х годах проходило интенсивное списание устаревшей литературы, поэтому объём коллекции несколько уменьшился. В 2006 году фонд библиотеки Латвийского университета составлял около двух миллионов экземпляров.
В конце 1980-х годов в Библиотеке Латвийского университета была начата автоматизация библиотечных процессов. С 1992 по 2000 год использовалась информационная система ALISE (Advanced Library Information Service), которая была разработана специалистами библиотеки Латвийского университета и внедрена во многих библиотеках Латвии и Литвы.
После передачи Библиотеки Академии наук университету в 2009 году собственная библиотека университета продолжает существовать независимо.
В начале 2012 года началась реконструкция здания Библиотеки Латвийского университета, завершившаяся в январе 2013 года.

## Отраслевые библиотеки
- Библиотека на бульваре Аспазияс — более 44 000 экземпляров информационных ресурсов по менеджменту и экономике, финансам, бухгалтерскому учёту, истории, философии и др.
- Библиотека на бульваре Калпака — информационные ресурсы по общественным и гуманитарным наукам.
- Библиотека на бульваре Райня — более 60 000 экземпляров информационных ресурсов в области информатики и обработки данных, права и юриспруденции, религии и теологии и др.
- Гуманитарная библиотека — более 50 000 экземпляров информационных ресурсов по лингвистике, литературоведению и др.
- Библиотека педагогических наук и психологии — более 53 000 экземпляров информационных ресурсов, охватывающих темы психологии, образования, теории образования, дидактики, искусства, теории искусства и т. д.
- Библиотека факультета социальных наук — более 34 000 экземпляров информационных ресурсов, охватывающих темы социальных наук, библиотековедения, библиографии, социологии, политики, политологии, рекламы, связей с общественностью, журналистики и др.
- Библиотека естественных наук — информационные ресурсы по химии, биологии, географии и экологии.
- Библиотека Дома науки — информационные ресурсы по медицине, физике, математике и оптометрии.